# Ручак на облакодеру
Ручак на облакодеру (енгл. Lunch Atop a Skyscraper) је чувена фотографија коју је 1932. године начинио Чарлс Ебетс током изградње RCA зграде (преименована у GE зграду 1986) у Рокфелер центру.
Фотографија приказује 11 мушкараца који ручају, седећи на греди са ногама које висе десетинама метара изнад улица Њујорка. Ебетс је фотографију начинио 29. септембра 1932. године, а појавила се 2. октобра у недељном додатку Њујорк Хералд Трибјуна. Начињена на 69. спрату GE зграде током последњих неколико месеци изградње, фотографија Мушкарци спавају на носачу (енгл. Men Asleep on a Girder) приказује исте раднике који дремају на греди.
Четврти човек слева је Индијанац Џон Чарлс Кук из St. Regis Mohawk Reservation, такође познат као Аквесасне.
Власник ауторских права фотографије, Бетман Архива, није признавала Чарлса Ебетса као фотографа све до октобра 2003. (наводно након месеци истраге од стране једне приватне детективске фирме). Како било, ауторство фотографије, популарне и као постер, било је навођено као „непознато” на многим штампама.